# Denez Abernot
Denez Abernot est un auteur-compositeur-interprète, marin, acteur et instituteur breton, originaire du pays pagan.

## Biographie
Comme chanteur, il est surtout connu pour avoir cofondé le groupe Storlok, pionnier du rock en breton dans les années 1970. Il est, en particulier, l'auteur de Gwerz ar vezhinerien (« La complainte des goémoniers »), qui figure sur l'album Stok ha stok, reprise entre autres par Denez Prigent. Il a aussi sorti un disque en solo, Tri miz noz, en 1999.
Comme instituteur, il a contribué à lancer l'association d'enseignement bilingue par immersion Diwan, qui a ouvert sa première classe le 23 mai 1977, à Lampaul-Ploudalmézeau, avec cinq élèves.
Il a aussi été acteur au sein de la troupe de théâtre Ar Vro Bagan, puis pêcheur et capitaine de bateaux sur la ligne reliant Le Conquet à Ouessant jusqu'en 2006. Il s'adonne ensuite à la peinture et à la poésie sur la côte léonarde.

## Discographie
- 1979 : Stok ha stok, avec Storlok
- 1998 : Tri miz noz, avec Jacques LeGuellec
- 2008 : Rock e Breizh, compilation (Coop Breizh)